# Poteau de la liberté

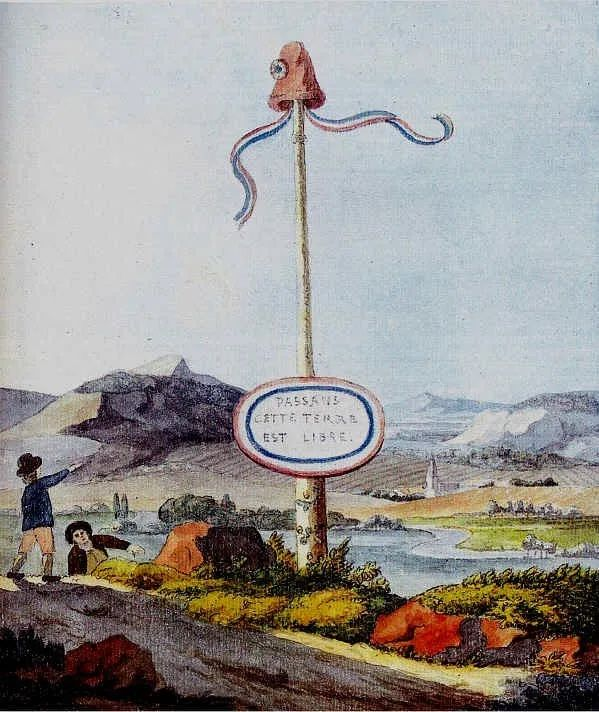
Poteau de la liberté à la frontière de la République de Mayence, issu des guerres de la Révolution française, aquarelle de Johann Wolfgang von Goethe, 1793

Un poteau de la liberté (Liberty Pole en anglais) est un grand poteau de bois, souvent utilisé comme porte drapeau, planté au sol, qui peut être surmonté par un insigne ou un bonnet phrygien.

## Historique

### États-Unis
Ils étaient souvent érigés dans les places avant et pendant la guerre d'indépendance des États-Unis (à Newport (RI), Concord (MA), Savannah (GA), New York (NY), Caughnawaga (NY)). Une lutte souvent violente concernant les Poteaux de la liberté érigés par les Fils de la Liberté à New York (voir Bataille de Golden Hill) et périodiquement détruits par les autorités britanniques (puis remplacés à nouveau par les Fils de la Liberté) fit rage pendant 10 ans : de l'abrogation du Stamp Act en 1766 jusqu'à l'occupation de la ville par les troupes britanniques après la Bataille de Long Island en 1776. Le poteau de la liberté de New York portait un écriteau sur lequel on pouvait lire le simple mot de Liberty (en français : « Liberté »).
Quand un drapeau était en place (le plus souvent rouge) sur un poteau, c'était un appel aux Fils de la Liberté ou aux citadins afin qu'ils se rencontrent et exprime leurs opinions vis-à-vis des règles britanniques. Le poteau était considéré comme un symbole de dissidence face à la Grande-Bretagne. Ce symbole apparait dans beaucoup de sceaux et blasons pour exprimer la liberté et l'indépendance.
Durant la Révolte du Whisky, les habitants de l'Ouest de la Pennsylvanie voulurent ériger des poteaux le long des routes ou dans les centres-villes pour protester face à la taxe sur les spiritueux instauré par le gouvernement fédéral, et évoquant l'esprit personnifié de par les Poteaux de la liberté des décennies plus tôt.

### Révolution française
Les Arbres de la liberté étaient un symbole de la Révolution française, le premier fut planté en 1790 par un pasteur à Vienne, inspiré par le Liberty Tree de Boston en 1765. Un autre fut planté face à la mairie d'Amsterdam le 4 mars 1795, en célébration de l'alliance entre la République française et la République batave.